# Relaciones Colombia-República Dominicana
Las relaciones Colombia-República Dominicana son las relaciones diplomáticas entre la República de Colombia y la República Dominicana. Ambos gobiernos mantienen una relación amistosa desde el siglo XX.

## Historia
Ambos gobiernos establecieron relaciones diplomáticas en 1936 y en 1978 se suscribió el tratado limítrofe.

## Frontera
La frontera entre Colombia y la República Dominicana es un límite internacional marítimo que discurre por en el mar Caribe, está definido por el tratado Liévano-Jiménez, firmado el 13 de enero de 1978 en Santo Domingo por los ministros de asuntos exteriores de ambos países, Indalecio Liévano Aguirre por Colombia y Ramón Emilio Jiménez por la República Dominicana, y aprobado por el Congreso de la República de Colombia el 12 de diciembre de 1978 a través de la ley n.º 38. Este acuerdo establece la existencia de una Zona de Investigación Científica y Explotación Pesquera Común, en la cual cada país tiene derechos de pesca y de investigaciones relativas a los recursos vivos.
La frontera entre ambos países está definida por el principio de la línea media, cuyos puntos son equidistantes a los más próximos de las líneas de base, a partir de las cuales se mide la anchura del mar territorial de cada estado. La delimitación consiste en 2 tramos:
- Desde el punto de coordenadas , donde termina el límite con Haití, hasta el punto . Ambos puntos enmarcan el Área de Pesca Común.
- A partir del punto anterior se traza una recta hasta las coordenadas . Debido a la imposibilidad de un acuerdo sobre áreas marinas entre Colombia y Venezuela, este tramo se le denomina "Proyección" ya que este último país siguiendo los pasos de Colombia firmó un tratado el 3 de marzo de 1979, cuyo trazado se sobrepone sobre el límite colombo-dominicano.

## Relaciones económicas
Colombia exportó productos por un valor de 91 162 miles de dólares, siendo los principales productos químicos, carbón y agroindustriales, mientras que República Dominicana exportó productos por un valor de 18 583  miles de dólares, siendo los principales productos cosméticos, derivados del petróleo y químicos.

## Transporte
Hay vuelos directos entre ambas naciones con AraJet, Avianca y Wingo.

## Representación diplomática
- Colombia tiene una embajada en Santo Domingo.
- República Dominicana tiene una embajada en Bogotá.